# シカゴ大学ブース・スクール・オブ・ビジネス
シカゴ大学ブース・スクール・オブ・ビジネス(シカゴだいがくブース・スクール・オブ・ビジネス、英: University of Chicago Booth School of Business、略称Chicago Booth)は、シカゴ大学の経営大学院である。The EconomistやU.S. News & World Reportを始めとした各種ランキングで、ハーバード・ビジネス・スクール、スタンフォード大学経営大学院、ペンシルベニア大学ウォートン・スクールと同様に高い評価を得ており、全世界のMBA提供校で1位とされることも多い。また、多くの日本人卒業生が各界で活躍している。M7の参加校。

## 歴史[5]
1898年: The College of Commerce and Politicsが設立。(アメリカにおいて2番目に古い経営大学院)

1916年: School of Commerce and Administrationに改名。

1932年: School of Businessに改名。

1935年: MBAプログラム提供開始。

1943年: Executive MBAプログラム提供開始。

1959年: Graduate School of Business(GSB)に改名。

2008年: David Boothによる3億ドルの寄付後、The University of Chicago Booth School of Businessに改名。

## プログラムの種類
Full-time MBA: 2年制のプログラムで、アメリカ含む世界各国の学生/プロフェッショナルを対象とする。キャンパスは、シカゴにあるHarper Centerが中心。

Evening MBA: 夜間に学校に通うプログラムで、シカゴ近郊に住むプロフェッショナルを主な対象とする。キャンパスは、シカゴにあるGleacher Centerが中心。

Weekend MBA: 週末に学校に通うプログラムで、アメリカに住むプロフェッショナルを主な対象とする。キャンパスは、シカゴにあるGleacher Centerが中心。

Executive MBA: エグゼクティブを対象としたプログラム(North America - XP, Europe - EXP, Asia - AXP)。キャンパスは、シカゴ(North America)、ロンドン(Europe)、香港(Asia)の3つ。

Master in Finance Program: 2024年より新規に開設される新しいMaster Program。定量的な分析に特化したファイナンス専門の学位。

## プログラムの特徴

### Flexibility[10]
これまでの経験・教育、及び今後のキャリアゴールを基に、生徒は自由に授業を履修することが可能。

授業内容: どの授業を履修するかは、本人に委ねられる。例えばアントレプレナーシップ分野で専門性を磨きたい場合、アントレプレナーシップを中心とした履修計画を立てることが可能。

レベル: 初級コースから上級コース(PhDレベル、等)まで、自分のニーズに合った授業を履修することが可能。

時期: 生徒が受けたい時期に履修することが可能。例えば、夏のインターンシップの準備のために、インターンシップに関連する授業を1年次に受け、残りの必須科目を2年次に履修することが可能。また、卒業後も授業を受ける仕組も存在する。

場所: Harper Centerのみならず、Gleacher Centerでの履修も可能。

### Concentrations[13]
生徒自身のこれまでの経験を補完し、キャリアゴールを達成するために、特定の分野に特化して授業を履修することが可能。
- Accounting
- Analytic Finance
- Analytic Management
- Econometrics and Statistics
- Economics
- Entrepreneurship
- Finance
- General Management
- International Business
- Managerial and Organizational Behavior
- Marketing Analytics
- Marketing Management
- Operations Management
- Strategic Management

## 就職実績
卒業後の進路は多岐に渡る。2017年のFull-time MBAプログラム卒業生の主なデータは以下の通り。
- 業界: コンサルティング(32.6%)、金融(29.9%)、テクノロジー(18.7%)が大半を占めた。
- 地域: 約9割の卒業生がアメリカで就職した。
- 就職先企業: 約25%の生徒がマッキンゼー・アンド・カンパニー、アマゾン、ボストン・コンサルティング・グループ、ベイン・アンド・カンパニーに就職した。
その他の主な就職先として、モルガン・スタンレー、ゴールドマン・サックス、JPモルガン、アドビシステムズ、A.T.カーニー、デロイトコンサルティング、グーグル、マイクロソフト等が挙げられる。
- 給料: 年収(中央値)は12.5万ドル、サインオンボーナス(中央値)は2.5万ドル。

## 大学ランキング
Chicago Boothは、各種ランキングにて高評価を得ている。

| Media outlet           | 2010 | 2011 | 2012 | 2013 | 2014 | 2015 | 2016 | 2017 | 2018 | 2019 | 2020 | 2021 | 2022 | 2023 |
| ---------------------- | ---- | ---- | ---- | ---- | ---- | ---- | ---- | ---- | ---- | ---- | ---- | ---- | ---- | ---- |
| Poets&Quants           | 3    | 3    | 3    | 3    | 4    | 3    | 3    | 4    | 4    | 2    | 2    | 2    | 2    |      |
| Bloomberg Businessweek | 1    | 1    | 1    | 1    | 3    | 2    | 4    | 4    | 5    | 4    | 4    | 4    | 2    |      |
| The Economist          | 1    | 2    | 1    | 1    | 1    | 1    | 1    | 2    | 1    | 1    | 1    | -    | 9    |      |
| Financial Times        | 9    | 12   | 12   | 10   | 9    | 9    | 8    | 9    | 6    | 7    | 10   | 3    | 7    |      |
| Forbes                 |      | 3    |      | 2    |      | 6    |      | 7    |      | 1    | 1    | 1    | -    |      |
| US News                | 5    | 5    | 4    | 6    | 4    | 4    | 2    | 3    | 1    | 3    | 3    | 3    | 1    | 1    |

## 教員
2017年7月現在、200人以上の教授が教えており、また、ノーベル賞受賞者を始めとした一流の教授陣から学ぶことが可能。

ユージン・ファーマ: 経済学者。2013年にノーベル経済学賞受賞

ラグラム・ラジャン: 金融経済学の専門家。インド準備銀行(インドの中央銀行)元総裁

リチャード・セイラー: 行動科学の専門家。2017年にノーベル経済学賞受賞

スティーブン・カプラン: アントレプレナーシップファイナンス、プライベートエクイティの専門家

## 著名な卒業生

### 日本

#### 経営コンサルティング
- 澤田宏之(1983): ブレイン・アンド・キャピタル・ホールディングス株式会社代表取締役会長・CEO、コーポレイト・ディレクション設立者、元ブーズ・アンド・カンパニー日本代表／米国本社シニアパートナー
- 山本真司(1987): 元A.T.カーニー極東アジア共同代表、元ベイン・アンド・カンパニー東京事務所代表パートナー
- 高野研一(1992): コーン・フェリー・ヘイグループ株式会社代表取締役社長
- 重竹尚基(1992): ボストン・コンサルティング・グループ シニア・パートナー&マネージング・ディレクター
- 森健(1992): 元ローランド・ベルガー日本代表
- 奥総一郎(1992): プライスウォーターハウスクーパースパートナー
- 永田伸之(1993): デロイトトーマツファイナンシャルアドバイザリーパートナー
- 髙橋晃(1994): KPMG FASパートナー
- 栃本克之(1994): 株式会社エム・セオリー 代表取締役社長、元モニター・グループ日本支社長
- 山本美樹夫(1995): A.T.カーニープリンシパル
- 大原聡(1996): アーサー・D・リトルパートナー
- 北田容一(1997): マッキンゼー・アンド・カンパニーパートナー
- 矢吹大介(2002): Strategy&パートナー、元A.T.カーニーパートナー
- 島田圭子(2010, AXP): マーサージャパングローバルM&Aコンサルティング部門代表 パートナー
- 吉田芳弘(2013, AXP): 博報堂コンサルティング執行役員、Hakuhodo Consulting Asia Pacific マネージングディレクター

#### ファイナンシャルサービス
- 酒井重人(1982): グッゲンハイム パートナーズ在日代表
- 淵田康之(1986): 野村資本市場研究所研究理事
- 面川秀之(1992): 日興アセットマネジメント常務執行役員
- 衛藤龍(2002): ロスチャイルド・ジャパン エグゼクティブ・ディレクター
- 東佳宏(2006): ジェフリーズ・ジャパン・リミテッド調査部マネージングディレクター

#### プライベートエクイティ・ベンチャーキャピタル
- 江原伸好(1978): ユニゾン・キャピタル創設者、元ゴールドマン・サックス
- 深沢英昭(1983): 東京海上キャピタル上級顧問・元会長
- 安東泰志(1988): ニューホライズンキャピタル会長兼社長
- 立石寿雄(1988): ネクスト・キャピタル・パートナーズ代表取締役社長　パートナー、元産業再生機構執行役員
- 平野博文(1989): 株式会社コールバーグ・クラビス・ロバーツジャパン 代表取締役社長
- 山本修(1993): ユニゾン・キャピタルパートナー
- 筒井鉄平(2008): GVR Fund CEO兼マネージングディレクター(グリーの、サンフランシスコを拠点とするVR・ARに関連するスタートアップへの投資に特化したファンド)、特定非営利活動法人MBAnoWA 代表理事
- 黒川尚徳(2009): 東京大学エッジキャピタル(UTEC)パートナー

#### 事業会社
- 潮田洋一郎(1979): 元株式会社LIXILグループ取締役会長兼CEO
- 牧貞夫(1981): NTT都市開発取締役相談役・元代表取締役社長、NTTコミュニケーションズ元代表取締役副社長
- 宮永俊一(1981): 三菱重工業取締役社長
- 加藤優(1982): 元ソニーCFO
- 津谷正明(1983): 株式会社ブリヂストン取締役代表執行役CEO兼取締役会長
- 荻野好正(1984): 曙ブレーキ工業代表取締役副社長
- 岡部秀也(1984): セリングビジョン株式会社代表取締役社長
- 倉地聡一郎(1985): 日本コーンスターチ株式会社代表取締役社長
- 大枝宏之(1987): 元日清製粉グループ本社社長兼日清製粉会長
- 大西基文(1993): ネクストチャプター株式会社 代表取締役社長、アイディール・オブ・スウェーデン日本代表、株式会社WAKUWAKU 取締役、クロックス・ジャパン合同会社前代表
- 松本康一郎(1995): 武州製薬株式会社　代表取締役社長兼CEO
- 楠雄治(1996): 楽天証券代表取締役社長、元A.T.カーニー
- 金田武朗(1999): 元ゴルフダイジェスト・オンライン取締役副社長兼COO、元三井物産
- 茶田誠一(2001): みちトラベルジャパン株式会社代表取締役
- 昆政彦(2002): スリーエムジャパン株式会社 代表取締役副社長執行役員
- 塩濱剛治(2004, AXP): 株式会社アップル社外取締役、元Uber Japan代表
- 長澤啓(2007): メルカリCFO、元ゴールドマン・サックス
- 森田博和(2013): Spacely, Inc.創業者兼CEO
- 田野崎亮太(2015, AXP): タビスト株式会社代表取締役社長兼CEO
- 多田荘一郎(2017, AXP): GEヘルスケア・ジャパン株式会社代表取締役社長兼CEO

#### 学界・大学関係者
- 伊藤良二(1979): 慶應義塾大学大学院政策・メディア研究科特任教授、元マッキンゼー・アンド・カンパニー
- 川渕孝一(1987): 東京医科歯科大学大学院医歯学総合研究科医療経済学分野教授、経営学者、経済学者
- 宇田左近(1987): ビジネス・ブレークスルー大学副学長、元マッキンゼー・アンド・カンパニー
- 小笠原泰(1990): 明治大学教授、元マッキンゼー・アンド・カンパニー
- 印南一路(1992, Ph.D): 慶應義塾大学総合政策学部教授
- 鈴木健一(1993): グロービス経営大学院大学講師、元A.T.カーニー
- 丹治隆(1994): 桜美林大学教授
- 根本直子(1994):早稲田大学大学院経営管理研究科教授
- 田中道昭(1997): 立教大学ビジネススクール教授
- 斎藤忠久(2000, XP): グロービス経営大学院大学教授
- 今泉寛(2007,AXP):国立大学法人東海国立大学機構 名古屋大学 特任教授

#### その他
- 菊森淳文(1983): 公益財団法人ながさき地域政策研究所研究所長
- 山本和隆(1992): ジャパン・インターカルチュラル・コンサルティング日本代表
- 中條現子(2006): フリーアナウンサー、元ブルームバーグテレビジョン代表取締役社長
- 早川敬之(2007): テレビプロデューサー・映画プロデューサー
- 永井健太郎(2011): 株式会社アフリカインキュベーター創設者、元マッキンゼー・アンド・カンパニー
- 成松恭多(2011, AXP): フィンズベリー日本共同代表

### 海外
- ピーター・G・ピーターソン(1951): ブラックストーン・グループ創設者、リーマン・ブラザーズ元CEO
- ユージン・ファーマ(1964): 経済学者。2013年にノーベル経済学賞受賞
- マイロン・ショールズ(1964): 経済学者、ブラック-ショールズ方程式の有名な起草者の一人
- フィリップ・パーセル(1967): モルガン・スタンレー元CEO
- デービッド・ブース(1971): Dimensional Fund Advisors創設者
- ジョン・コーザイン(1973): 政治家、元ゴールドマン・サックスCEO
- ジョン・メリウェザー(1973): ロングターム・キャピタル・マネジメント創設者
- ウィリアム・コンウェイ・ジュニア(1974): カーライル・グループ創設者
- エリック・クリス(1979): ベインキャピタル創設者
- マーク・ルーリッジ(1982): 元IBMCFO
- ジェイ・ラズロ(1984): ウォルト・ディズニー・カンパニーCFO
- スティーヴン・クライド・プレストン(1985): 政治家
- マーク・ホプラメジアン(1989): ハイアットホテルズコーポレーション社長兼CEO
- ロッシェル・カップ(1992): 市民活動家
- サティア・ナデラ(1997): マイクロソフトCEO
- デービッド・ウェルズ(1998): 元NetflixCFO
- ファルハン・シディキ(2007): マクドナルドGlobal Chief Digital Officer
- マット・マロニー(2010): グラブハブ社長兼CEO
- ジェームズ・O・マッキンゼー: マッキンゼー・アンド・カンパニー創設者